# Jakub Jakubko
Jakub Jakubko (* 24. August 2004) ist ein slowakischer Fußballspieler.

## Karriere
In seiner Jugend spielte Jakub Jakubko für den 1. FC Tatran Prešov, den FK Poprad und den FC Košice. Nachdem er bereits in der Saison 2021/22 einmal ohne Einsatz im Kader der ersten Mannschaft stand, wurde er zur Saison 2021/22 fester Bestandteil der Mannschaft vom FC Košice in der 2. Liga. Sein Debüt im Erwachsenenbereich gab er für die Mannschaft aus Košice am 24. August 2022 in der 2. Runden des slowakischen Fußballpokals. Beim 4:1-Sieg gegen ŠK Nacina Ves wurde er von Trainer Anton Soltis in der Halbzeitpause für Matej Jakubek eingewechselt. Sein Ligadebüt gab er am 22. Oktober 2022, als er beim 1:0-Sieg gegen TJ Spartak Myjava die volle Spielzeit absolvierte. Am Saisonende konnte er mit seiner Mannschaft die Meisterschaft und den damit verbundenen Aufstieg in die höchste slowakische Liga feiern.
Auch in der Saison 2023/24 gehörte Jakub Jakubko zum Kader des FC Košice und gab sein Debüt in der Nikè liga am 5. August 2023, als er bei der 2:5-Niederlage gegen DAC Dunajská Streda von Trainer Anton Soltis in der Halbzeitpause für Oleksandr Holikow eingewechselt wurde. Im Februar 2024 wurde für den Rest der Saison an den Zweitligisten FC Petržalka 1898 verliehen.

## Familiäres
Er ist der Neffe des slowakischen Fußballspielers Martin Jakubko.